# Dolophilodes novusamericana
Dolophilodes novusamericana là một loài Trichoptera trong họ Philopotamidae. Chúng phân bố ở miền Tân bắc.